# Mysterie-böckerna
Mysterieböckerna är en serie på 15 böcker av Enid Blyton. Precis som Femböckerna består huvudpersonerna av en skara barn och en hund. Här heter barnen Bets, Daisy, Fatty, Larry och Pip och hunden Buster. Pip och Bets - som är yngre än de andra - är syskon, liksom Larry och Daisy; Fatty, som egentligen heter Frederick, är enda barnet (och ganska bortskämd). Buster är Fattys hund. Barnens ständige antagonist är konstapel Goon, poliskonstapeln i byn Peterswood, där de bor. De lyckas gång på gång lösa fallen som händer i Peterswood före konstapel Goon, och detta gillar han naturligtvis inte. Goon gillar inte barnen, barnen gillar inte honom; Bets är till och med rädd för honom. Barnen har ett öknamn på Goon; Geriväg, eftersom han alltid ryter det åt dem. Däremot är barnen goda vänner med polisinspektör Jenks, som är chef över polisdistriktet. En annan återkommande karaktär är Ern, konstapel Goons brorson, som i några böcker är med och hjälper "de fem deckarna och spårhunden" (som barnen kallar sig när de löser mysterier). På engelska kallas serien för The Five Find-Outers.
Åldern: Larry är något år äldre än de andra barnen och Bets flera år yngre. I en av böckerna säger de att Fatty är näst äldst och Daisy äldre än Pip; alltså måste åldersordningen vara från äldst till yngst: Larry, Fatty, Daisy, Pip och Bets. Oftast framstår dock Fatty, Daisy och Pip som jämnåriga.

## Bokförteckning
1. Mysteriet med den brunna stugan (1948) (Mystery of the Burnt Cottage, 1943)
2. Mysteriet med den siamesiska katten (även utgiven under namnet Mysteriet med den försvunna katten) (1948) (Mystery of the Disappearing Cat, 1944)
3. Mysteriet med det hemliga rummet (1949) (Mystery of the Secret Room, 1945)
4. Mysteriet med de anonyma breven (1949) (Mystery of the Spiteful Letters, 1946)
5. Mysteriet med det stulna halsbandet (1950) (Mystery of the Missing Necklace, 1947)
6. Mysteriet med det gömda huset (1950) (Mystery of the Hidden House, 1948)
7. Mysteriet med teaterkatten (1951) (Mystery of the Pantomime Cat, 1949)
8. Mysteriet med den osynliga tjuven (1951) (Mystery of the Invisible Thief, 1950)
9. Mysteriet med den försvunna prinsen (1952) (Mystery of the Vanished Prince, 1951)
10. Mysteriet med det konstiga byltet (1952) (Mystery of the Strange Bundle, 1952)
11. Mysteriet vid Ekallén (1954) (Mystery of Holly Lane, 1953)
12. Mysteriet i Jägarvillan (1955) (Mystery of Tally-Ho Cottage, 1954)
13. Mysteriet med rymmaren (1956) (Mystery of the Missing Man, 1956)
14. Mysteriet med tjuvgömman (1957) (Mystery of the Strange Messages, 1957)
15. Mysteriet i Spökslottet (1968) (Mystery of Banshee Towers, 1961)